# Adolphe Peschier
Adolphe Peschier  (* 1. Mai 1805 in Genf; † 2. Februar 1878 in Tübingen) war ein Schweizer Romanist, Germanist und Lexikograf mit Wirkungsort Tübingen.

## Leben und Werk
Charles-Jacques Peschier, genannt Adolphe Peschier, war der Sohn des Pharmazeuten Jacques Peschier. Er wurde  an der Eberhard Karls Universität Tübingen 1837 Extraordinarius und 1844  ordentlicher Professor für Englische und Französische Literatur.
Peschier machte sich außerdem einen Namen als Bearbeiter des französisch-deutschen, deutsch-französischen Wörterbuchs des abbé Dominique Mozin, das ab 1863 als Mozin/Peschier bekannt war und erst durch den Sachs/Villatte überholt wurde.

## Werke

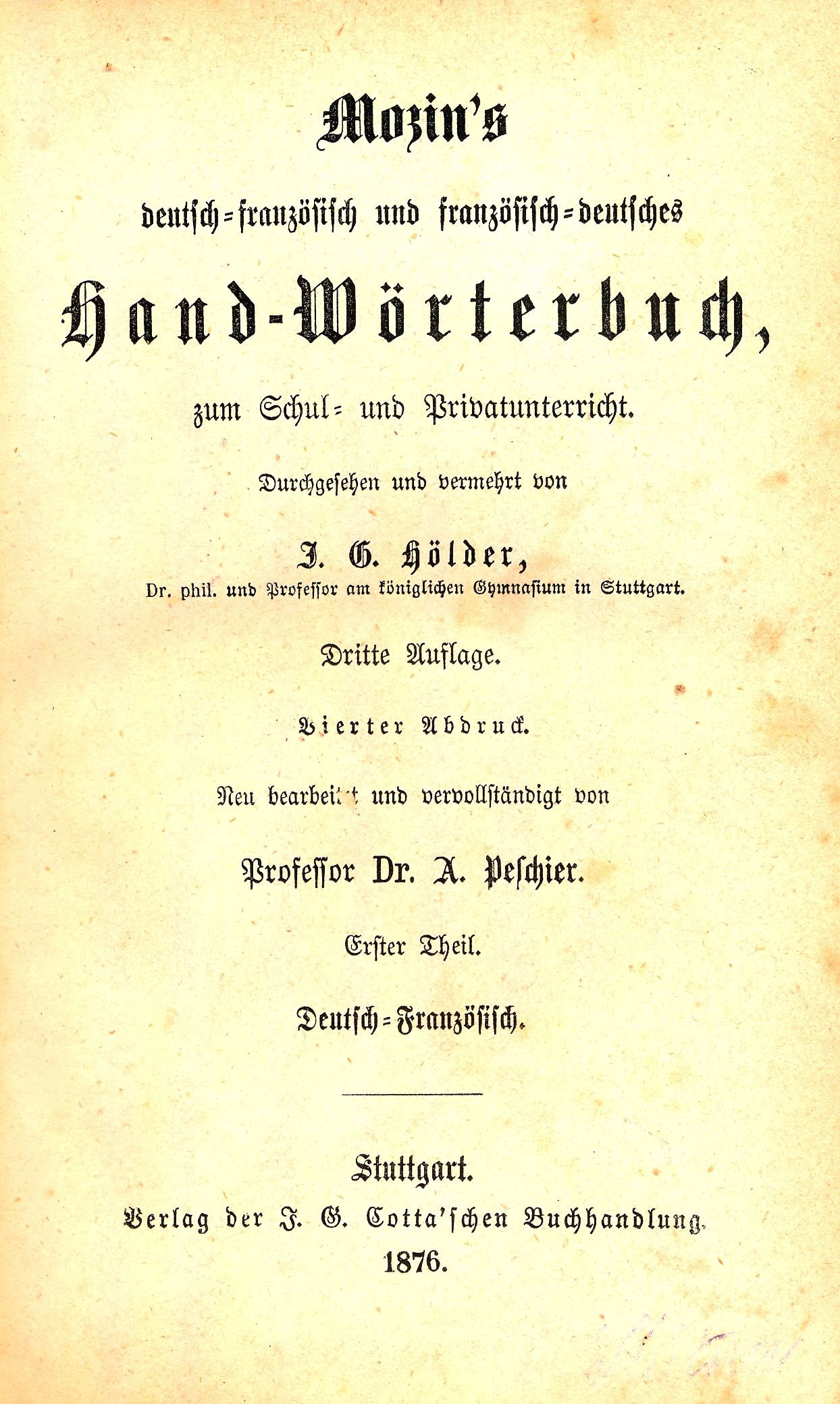
Mozin’s deutsch-französisches und französisch-deutsches Handwörterbuch, Stuttgart 1876 (Titelseite)

- Essai sur cette question proposée par un anonyme „D'où vient que les sciences et les arts sont cultivés à Genève avec plus de succès que la littérature, et que serait le moyen de favoriser au même degré l'étude des lettres anciennes et modernes?“ Mémoire qui a remporté le seul accessit décerné à Genève au mois de décembre 1826, Genf/Paris 1827
- Histoire de la littérature allemande. Depuis les temps les plus reculés jusqu'à nos jours. Précédée d'un parallèle entre la France et l'Allemagne, Paris/Genf 1836 (Buch I)
- Esprit de la conversation française. Ou recueil de plus de deux mille gallicismes, 2 Bde., Stuttgart/Tübingen 1837–1838 (niederländisch Amsterdam 1879)
- Cours de littérature française, Stuttgart  1839
- (Bearbeiter) Dictionnaire complet des langues française et allemande, 3. Auflage, 4 Bde., Stuttgart/Tübingen 1842–1846 / Mozin-Peschier. Vollständiges Wörterbuch der deutschen und französischen Sprache in vier Bänden. Vierte Auflage. Mit einem Supplementbande, Stuttgart/Tübingen 1863
- Causeries parisiennes. Recueil d'entretiens, Stuttgart 1844 , (zuletzt 1914)
- Correspondance familière, ou lettres la plupart inédites, propres à former le style épistolaire, Wien/Mailand 1846
- Gallicismes dialogués = Französische Gespräche, welche sich in Gallizismen und anderen Schwierigkeiten der französischen Sprache bewegen, Stuttgart 1847 (ungarisch Budapest 1853)
- Traits mémorables propres à former le cœur et l'esprit. Lectures françaises à l'usage des écoles et des pensionnats, Stuttgart 1855
- Supplément au Dictionnaire complet des langues française et allemande de l'abbé Mozin, Stuttgart und Augsbourg, 1859
- Dictionnaire des langues française et allemande. Wörterbuch der deutschen und französischen Sprache, 2 Bde., Stuttgart 1862
- Mozin's deutsch-französisch und französisch-deutsches Hand-Wörterbuch zum Schul- und Privatunterricht, Stuttgart 1868